# Seattle SuperSonics
Seattle SuperSonics (popularnie znany jako Sonics) – amerykański klub koszykarski z siedzibą w Seattle w stanie Waszyngton, działający w latach 1967 do 2008.

## Historia
Nazwę zespołu wyłoniono z blisko 25 000 propozycji. Ostatecznie najlepszy okazał się pomysł nauczyciela Howarda E. Schmidta i jego syna Brenta, którzy wymyślili nazwę SuperSonics (Ponaddźwiękowcy), ze względu na to, iż w tym mieście w latach 60. fabryka Boeing Company prowadziła prace nad głośnym w owym czasie projektem samolotu SST – Boeing 2707, który miał przewozić pasażerów z prędkością ponaddźwiękową.
Sonics zdobyli jeden raz w swej historii tytuł mistrza NBA, w 1979 roku, zwyciężając w finale Washington Bullets. Najsłynniejszym zawodnikiem mistrzowskiej drużyny był Dennis Johnson, wybrany MVP finałów. Wcześniej, w 1978, drużyna pierwszy raz w swojej historii zagrała w finale ligi, gdzie przegrała z Washington Bullets. W 1996 Sonics prowadzeni przez Gary Paytona, z Shawnem Kempem, Detlefem Schrempfem i Samem Perkinsem w składzie, zanotowali trzeci występ w finale, przegrywając z powracającymi na tron mistrzowski Chicago Bulls.
Od czerwca 2006 właścicielem klubu był biznesmen z Oklahoma City – Clay Bennett. Na początku lipca 2008 roku Bennett postanowił przenieść zespół do jego rodzinnego miasta – Oklahoma City, gdyż radni miasta Seattle nie zdecydowali się odnowić hali Sonics KeyAreny. Tym samym zespół z Seattle przestał istnieć, gdyż władze miasta postanowiły zatrzymać ze sobą długoletnią tradycję zespołu wraz z jego nazwą oraz logo. Bennett musiał zapłacić 45 milionów dolarów (niektóre źródła podają 60) władzom miasta oraz kolejne 30 milionów jeśli do 2010 roku w Seattle nie powstanie nowy zespół NBA.
O powrót ligi NBA do Seattle walczy grupa biznesmenów odpowiedzialnych za powstanie zespołu hokejowego z ligi NHL, Seattle Kraken. Ekspansja ligi o dwa kolejne zespoły to kwestia czasu, liga ma zostać powiększona do 32 zespołów, w tym dwóch dodatkowych z siedzibami w Seattle i Las Vegas. 

## Logo
- 1967–70 – pierwsze logo powstało przy pomocy agencji reklamowej Davida Sterna. Pokazuje ono ponaddźwiękowy samolot wylatujący z piłki.
- 1970–71 – logo to było tylko przez jeden sezon.
- 1971–75 – pierwsze logo, które pojawiło się na koszulkach Ponaddźwiękowców.
- 1975–95 – logo, które przetrwało 20 sezonów zostało stworzone przez miejscowego grafika Dennisa Stricklanda, które ukazuje miasto Seattle z widoku Space Needle. Zostało oficjalnie zaprojektowane w 1984 roku na Mecz Gwiazd NBA, którego Seattle było gospodarzem w 1987. Logo dla Meczu Gwiazd było w kolorach czerwonym, białym i niebieskim, lecz dla potrzeb zespołu zmieniono jego kolory i oficjalnie zaprezentowano jako logo Sonics od sezonu 1975/1976.
- 1995–2001 – logo specjalnie zaprojektowane na otwarcie nowej hali Sonics KeyArena. W środku logo znajduje się napis Sonics wraz ze Space Needle, które zajmuje literę I. Logo zostało najbardziej zapamiętane ze względu na udział Ponaddźwiękowców w Finale NBA 1996.
- 2001–2008 – logo symbolizujące wchodzących Sonics w nową erę. Tradycyjny kolor złoty i zielony jest zaczerpnięty z historii Sonics kiedy to zdobyli mistrzostwo NBA w 1979. W 2008 roku klub z Seattle został zlikwidowany, a na jego bazie powstał zespół Oklahoma City Thunder. Prawa do nazwy i logo SuperSonics zachowało miasto Seattle.

## Rekordy

### W meczu
- Punkty: 58 Fred Brown przeciw Golden State Warriors, 23 marca 1974
- Zbiórki: 30 Jim Fox przeciw Los Angeles Lakers, 26 grudnia 1973
- Asysty: 25 Nate McMillan przeciw Los Angeles Clippers, 23 lutego 1987
- Przechwyty: 
  - 10 Fred Brown przeciw Philadelphia 76ers, 3 grudnia 1976
  - 10 Gus Williams przeciw New Jersey Nets, 22 lutego 1978

### W sezonie
- Punkty: 2253 Dale Ellis, 1988/89
- Punkty na mecz: 29,2 Spencer Haywood, 1972/73[4]
- Zbiórki: 1038 Jack Sikma, 1981/82
- Zbiórki na mecz: 13,4 Spencer Haywood, 1973/74
- Asysty: 766 Lenny Wilkens, 1971/72
- Asysty na mecz: 9,6 Lenny Wilkens, 1971/72
- Przechwyty: 261 Slick Watts, 1975/76
- Przechwyty na mecz: 3,18 Slick Watts, 1975/76

### W karierze
- Rozegrane mecze: Gary Payton, 999
- Minuty spędzone na boisku: Gary Payton, 36 858
- Punkty: Gary Payton, 18 207
- Celne rzuty z gry: Gary Payton, 7292
- Oddane rzuty z gry: Gary Payton, 15 562
- Celne rzuty za 3: Rashard Lewis, 918
- Oddane rzuty za 3: Gary Payton, 2855
- Celne rzuty wolne: Jack Sikma, 3044
- Oddane rzuty wolne: Shawn Kemp, 3808
- Zbiórki ofensywne: Shawn Kemp, 2145
- Zbiórki defensywne: Jack Sikma, 5948
- Zbiórki w sumie: Jack Sikma, 7729
- Asysty: Gary Payton, 7384
- Przechwyty: Gary Payton, 2107
- Bloki: Shawn Kemp, 959
- Straty: Gary Payton, 2507
- Przewinienia: Gary Payton, 2577

### W karierze średnio na mecz
- Minuty spędzone na boisku: Spencer Haywood, 40,36
- Punkty: Ray Allen, 26,44
- Zbiórki ofensywne: Marvin Webster, 4,40
- Zbiórki defensywne: Jack Sikma, 8,32
- Zbiórki w sumie: Marvin Webster, 12,62
- Asysty: Lenny Wilkens, 9,02
- Steals: Slick Watts, 2,47
- Bloki: Alton Lister, 2,09
- Straty: Marvin Webster, 3,13
- Przewinienia: Danny Fortson, 4,01

## Nagrody
- Mistrzostwo NBA: (1979), finał z Washington Bullets
- MVP Finałów: Dennis Johnson (1979)
- MVP All-Star Game: Lenny Wilkens (1971),  Tom Chambers (1987)
- Most Improved Player (Zawodnik, który poczynił największy postęp): Dale Ellis (1987)
- 6th Man of The Year (Rezerwowy Roku): Nate McMillan (1994)
- Defensive Player of the Year (Obrońca roku): Gary Payton (1996)
- Rookie Of the Year (Debiutant Roku): Kevin Durant (2008 )

## Zawodnicy SuperSonics w All-Star Game
1968 Walt Hazzard
1969 Lenny Wilkens
1970 Lenny Wilkens, Bob Rule
1971 Lenny Wilkens (MVP)
1972 Spencer Haywood
1973 Spencer Haywood
1974 Spencer Haywood
1975 Spencer Haywood
1976 Fred Brown
1979 Dennis Johnson, Jack Sikma
1980 Dennis Johnson, Jack Sikma
1981 Jack Sikma, Paul Westphal
1982 Jack Sikma, Gus Williams, Lonnie Shelton
1983 Jack Sikma, Gus Williams, David Thompson
1984 Jack Sikma
1985 Jack Sikma
1987 Tom Chambers (MVP)
1988 Xavier McDaniel
1989 Dale Ellis
1993 Shawn Kemp
1994 Gary Payton, Shawn Kemp
1995 Gary Payton, Shawn Kemp, Detlef Schrempf
1996 Gary Payton, Shawn Kemp
1997 Gary Payton, Shawn Kemp, Detlef Schrempf
1998 Gary Payton
2000 Gary Payton
2001 Gary Payton
2002 Gary Payton
2003 Gary Payton
2004 Ray Allen
2005 Ray Allen, Rashard Lewis
2006 Ray Allen

## Trenerzy
1967/68 – 1968/69 Al Bianchi
1969/70 – 1971/72 Lenny Wilkens
1972/73 Tom Nissalke
1972/73 Bucky Buckwalter
1973/74 – 1976/77 Bill Russell
1977/78 Bob Hopkins
1977/78 – 1984/85 Lenny Wilkens
1985/86 – 1988/89 Bernie Bickerstaff
1988/89 Tom Newell
1988/89 Bob Kloppenburg
1989/90 Bernie Bickerstaff
1990/91 – 1991/92 K.C. Jones
1991/92 Bob Kloppenburg
1991/92 – 1997/98 George Karl
1998/99 – 2000/01 Paul Westphal
2000/01 – 2004/05 Nate McMillan
2005/06 Bob Weiss
2005/06 – 2006/07 Bob Hill
2007/08 P.J. Carlesimo

## Sukcesy
| Tytuł              | Liczba | Rok |
| ------------------ | ------ | --- |
| Mistrz NBA         | 1      | 1979 |
| Mistrz Konferencji | 3      | 1978, 1979, 1996 |
| Mistrz dywizji     | 6      | 1979, 1994, 1996, 1997, 1998, 2005                                                                                                |
| Występy w play-off | 22     | 1975, 1976, 1978, 1979, 1980, 1982, 1983, 1984, 1987, 1988,1989, 1991, 1992, 1993, 1994, 1995, 1996, 1997, 1998, 2000, 2002, 2005 |

## Sezony
Na podstawie:. Stan na koniec sezonu 2022/23
| Sezon   | Liga | Konferencja | Poz. w konf. | Dywizja   | Poz. w dyw. | Sezon regularny | Sezon regularny | Playoffs |
| Sezon   | Liga | Konferencja | Poz. w konf. | Dywizja   | Poz. w dyw. | Wyg.            | Por.            | Playoffs |
| ------- | ---- | ----------- | ------------ | --------- | ----------- | --------------- | --------------- | --- |
| 1967/68 | NBA  | Zachodnia   | 5            | –         | –           | 23              | 59              | |
| 1968/69 | NBA  | Zachodnia   | 6            | –         | –           | 30              | 52              | |
| 1969/70 | NBA  | Zachodnia   | 5            | –         | –           | 36              | 46              | |
| 1970/71 | NBA  | Zachodnia   | 8            | Pacific   | 4           | 38              | 44              | |
| 1971/72 | NBA  | Zachodnia   | 6            | Pacific   | 3           | 47              | 35              | |
| 1972/73 | NBA  | Zachodnia   | 8            | Pacific   | 4           | 26              | 56              | |
| 1973/74 | NBA  | Zachodnia   | 6            | Pacific   | 3           | 36              | 46              | |
| 1974/75 | NBA  | Zachodnia   | 4            | Pacific   | 2           | 43              | 39              | Wygrana w 1. rundzie z Detroit Pistons (2-1) Porażka w pół. Konf. z Golden State Warriors (2-4)                                                                                                   |
| 1975/76 | NBA  | Zachodnia   | 3            | Pacific   | 2           | 43              | 39              | Porażka w pół. Konf. z Phoenix Suns (2-4) |
| 1976/77 | NBA  | Zachodnia   | 7            | Pacific   | 4           | 40              | 42              | |
| 1977/78 | NBA  | Zachodnia   | 4            | Pacific   | 3           | 47              | 35              | Wygrana w 1. rundzie z Los Angeles Lakers (2-1) Wygrana w pół. Konf. z Portland Trail Blazers (4-2) Wygrana w finale Konf. z Denver Nuggets (4-2) Porażka w finale NBA z Washington Bullets (3-4) |
| 1978/79 | NBA  | Zachodnia   | 1            | Pacific   | 1           | 52              | 30              | Wygrana w pół. Konf. z Los Angeles Lakers (4-1) Wygrana w finale Konf. z Phoenix Suns (4-3) Zwycięstwo w finale NBA z Washington Bullets (4-1)                                                    |
| 1979/80 | NBA  | Zachodnia   | 3            | Pacific   | 2           | 56              | 26              | Wygrana w 1. rundzie z Portland Trail Blazers (2-1) Wygrana w pół. Konf. z Milwaukee Bucks (4-3) Porażka w finale Konf. z Los Angeles Lakers (1-4)                                                |
| 1980/81 | NBA  | Zachodnia   | 10           | Pacific   | 6           | 34              | 48              | |
| 1981/82 | NBA  | Zachodnia   | 3            | Pacific   | 2           | 50              | 32              | Wygrana w 1. rundzie z Houston Rockets (2-1) Porażka w pół. Konf. z San Antonio Spurs (1-4) |
| 1982/83 | NBA  | Zachodnia   | 4            | Pacific   | 3           | 48              | 34              | Porażka w 1. rundzie z Portland Trail Blazers (0-2) |
| 1983/84 | NBA  | Zachodnia   | 5            | Pacific   | 3           | 42              | 40              | Porażka w 1. rundzie z Dallas Mavericks (2-3) |
| 1984/85 | NBA  | Zachodnia   | 10           | Pacific   | 4           | 31              | 51              | |
| 1985/86 | NBA  | Zachodnia   | 11           | Pacific   | 5           | 31              | 51              | |
| 1986/87 | NBA  | Zachodnia   | 7            | Pacific   | 4           | 39              | 43              | Wygrana w 1. rundzie z Dallas Mavericks (3-1) Wygrana w pół. Konf. z Houston Rockets (4-2) Porażka w finale Konf. z Los Angeles Lakers (0-4)                                                      |
| 1987/88 | NBA  | Zachodnia   | 7            | Pacific   | 3           | 44              | 38              | Porażka w 1. rundzie z Denver Nuggets (2-3) |
| 1988/89 | NBA  | Zachodnia   | 4            | Pacific   | 3           | 47              | 35              | Wygrana w 1. rundzie z Houston Rockets (3-1) Porażka w pół. Konf. z Los Angeles Lakers (0-4) |
| 1989/90 | NBA  | Zachodnia   | 9            | Pacific   | 4           | 41              | 41              | |
| 1990/91 | NBA  | Zachodnia   | 8            | Pacific   | 5           | 41              | 41              | Porażka w 1. rundzie z Portland Trail Blazers (2-3) |
| 1991/92 | NBA  | Zachodnia   | 6            | Pacific   | 4           | 47              | 35              | Wygrana w 1. rundzie z Golden State Warriors (3-1) Porażka w pół. Konf. z Utah Jazz (1-4) |
| 1992/93 | NBA  | Zachodnia   | 3            | Pacific   | 2           | 55              | 27              | Wygrana w 1. rundzie z Utah Jazz (3-2) Wygrana w pół. Konf. z Houston Rockets (4-3) Porażka w finale Konf. z Phoenix Suns (3-4)                                                                   |
| 1993/94 | NBA  | Zachodnia   | 1            | Pacific   | 1           | 63              | 19              | Porażka w 1. rundzie z Denver Nuggets (2-3) |
| 1994/95 | NBA  | Zachodnia   | 4            | Pacific   | 2           | 57              | 25              | Porażka w 1. rundzie z Los Angeles Lakers (1-3) |
| 1995/96 | NBA  | Zachodnia   | 1            | Pacific   | 1           | 64              | 18              | Wygrana w 1. rundzie z Sacramento Kings (3-1) Wygrana w pół. Konf. z Houston Rockets (4-0) Wygrana w finale Konf. z Utah Jazz (4-3) Porażka w finale NBA z Chicago Bulls (2-4)                    |
| 1996/97 | NBA  | Zachodnia   | 2            | Pacific   | 1           | 57              | 25              | Wygrana w 1. rundzie z Phoenix Suns (3-2) Porażka w pół. Konf. z Houston Rockets (3-4) |
| 1997/98 | NBA  | Zachodnia   | 2            | Pacific   | 1           | 61              | 21              | Wygrana w 1. rundzie z Minnesota Timberwolves (3-2) Porażka w pół. Konf. z Los Angeles Lakers (1-4)                                                                                               |
| 1998/99 | NBA  | Zachodnia   | 9            | Pacific   | 5           | 25              | 25              | |
| 1999/00 | NBA  | Zachodnia   | 4            | Pacific   | 7           | 45              | 37              | Porażka w 1. rundzie z Utah Jazz (2-3) |
| 2000/01 | NBA  | Zachodnia   | 10           | Pacific   | 5           | 44              | 38              | |
| 2001/02 | NBA  | Zachodnia   | 7            | Pacific   | 4           | 45              | 37              | Porażka w 1. rundzie z San Antonio Spurs (2-3) |
| 2002/03 | NBA  | Zachodnia   | 10           | Pacific   | 5           | 40              | 42              | |
| 2003/04 | NBA  | Zachodnia   | 12           | Pacific   | 5           | 37              | 45              | |
| 2004/05 | NBA  | Zachodnia   | 3            | Northwest | 1           | 52              | 30              | Wygrana w 1. rundzie z Sacramento Kings (4-1) Porażka w pół. Konf. z San Antonio Spurs (2-4) |
| 2005/06 | NBA  | Zachodnia   | 11           | Northwest | 3           | 35              | 47              | |
| 2006/07 | NBA  | Zachodnia   | 14           | Northwest | 5           | 31              | 51              | |
| 2007/08 | NBA  | Zachodnia   | 15           | Northwest | 5           | 20              | 62              | |